# ألفريدو ساينز عباد
ألفريدو ساينز عباد (بالإسبانية: Alfredo Sáenz Abad) هو مصرفي واقتصادي إسباني، ولد في 21 نوفمبر 1942 في غوتكسو في إسبانيا.